# Brachyrhamdia
Brachyrhamdia es un género de peces de la familia Heptapteridae en el orden de los Siluriformes.

## Especies
Las especies de este género son:

- Brachyrhamdia heteropleura (Eigenmann, 1912)
- Brachyrhamdia imitator Myers, 1927
- Brachyrhamdia marthae Sands y Black, 1985
- Brachyrhamdia meesi Sands y Black, 1985
- Brachyrhamdia rambarrani (Axelrod y Burgess, 1987)